# Atractocarpus merikin
Atractocarpus merikin là một loài thực vật có hoa trong họ Thiến thảo. Loài này được (F.M.Bailey) Puttock mô tả khoa học đầu tiên năm 1999.